# سنجاب ایرانی
سنجاب ایرانی یا سنجاب قفقازی (نام علمی: Sciurus anomalus) نوعی سنجاب درختی است که در جنگل‌های پهن‌برگ غرب آسیا، قفقاز، آناتولی، زاگرس و مدیترانه شرقی زندگی می‌کند.

## ویژگی‌ها
سنجاب ایرانی جانوری کوچک است و ۳۲ تا ۳۶ سانتی‌متر طول دارد که شامل دمی با طول ۱۳ تا ۱۸ سانتی‌متر نیز می‌شود. وزن این سنجاب بین ۲۵۰ تا ۴۱۰ گرم است. پنجه‌ها در مقایسه با سایر سنجاب‌های درختی، کوچک می‌باشد. سنجاب ماده دارای ۸ یا ۱۰ نوک پستان است. این جانور روزگرد است و معمولاً به تنهایی زندگی کرده و شکاف‌های درختان با ارتفاع ۵ تا ۱۴ متر را به عنوان لانه انتخاب می‌کند.
موهای پشتی آن خاکستری متمایل به قهوه‌ای است و زیر بدن جانور زرد رنگ می‌باشد. موی سر و پشت دم قرمز حنایی است. سر و دم قرمزرنگ سنجاب ایرانی مشخصه‌ای است که این پستاندار را از دیگر سنجاب‌های موجود در ایران متمایز می‌سازد با این حال هرچه از جنگل‌های شمال زاگرس به سمت جنوب آن پیش می‌رویم رنگ این جانور به رنگ نخودی نزدیک می‌گردد.
جفت‌گیری ممکن است در هر زمانی از سال انجام گیرد اما به‌طور معمول در فصل بهار یا پاییز انجام می‌شود. پس از حدود ۴۰ روز دو تا هفت نوزاد کور و بی‌مو متولد شده و پس از ۵ یا ۶ ماه بالغ می‌شوند. طول عمر در اسارت حدود ۱۵ سال است.

## بوم‌شناسی
این جانور از دانه، میوه، جوانه، برگ، پوست درختان، و احتمالاً از تخم و جوجه پرندگان تغذیه می‌کند و برای فصل زمستان مقدار زیادی مواد غذایی و به خصوص دانه بلوط و پسته کوهی را در سوراخ‌های زمین، زیر ریشه، یا سوراخ درختان مخفی می‌کند که این کار، کمک فراوانی به رشد و تجدید حیات جنگل‌های بلوط می‌نماید. میزان این مواد ذخیره شده گاهی به ۶ کیلوگرم می‌رسد.
جمعیت این جانور پراکندگی وسیعی دارد و معمولاً در جنگل‌هایی تا ارتفاع ۲۰۰۰ متر از سطح دریا قابل مشاهده است. این سنجاب یکی از دو سنجابی است که حضورشان در جزایر دریای مدیترانه ثبت شده است. زیستگاه این حیوان شامل کشورهای ایران، ارمنستان، آذربایجان، گرجستان، یونان، عراق، اسراییل، اردن، لبنان، سوریه و ترکیه می‌شود.
تا کنون سه زیرگونه از این سنجاب شناسایی شده‌اند که عبارت اند از:
- S. a. anomalus در ترکیه و قفقاز
- S. a. pallescens در ترکیه و ایران
- S. a. syriacus در سوریه، لبنان، اسرائیل و اردن

## زیستگاه و وضعیت بقا در ایران
سنجاب ایرانی در ایران بومی غرب کشور است و در مناطق جنگلی زاگرس از سردشت آذربایجان غربی تا مناطق چهارمحال، لرستان، کهگیلویه و فارس دیده می‌شود.
مهم‌ترین زیستگاه سنجاب ایرانی در ایران، جنگل‌های بلوط سردشت در آذربایجان غربی است. در عین حال بیشترین میزان شکار و قاچاق این جانور به منظور فروش آن به عنوان حیوان خانگی نیز در این منطقه صورت می‌پذیرد که همین امر باعث تهدید وضعیت بقای سنجاب ایرانی در کشور شده است. گذشته از آن بسیاری از این جانوران در هنگام و به‌دلیل حمل و نقل نادرست تلف می‌شوند که خود موجب افزایش نگرانی‌ها در این باره شده است.
دیگر عاملی که حیات سنجاب ایرانی را تهدید می‌کند تخریب زیستگاه‌های آن در ایران است. اسکان عشایر و روستائیان دامدار مناطق غربی در جنگل‌های بلوط این منطقه سبب شده تا آن‌ها برای تغذیهٔ دام‌های خود اقدام به بریدن شاخه‌های درختان بلوط نمایند که همین امر موجب خشکیدن درختان بلوط و در نتیجه از دست رفتن منبع غذایی اصلی سنجاب‌های این منطقه شده که خود تهدیدی جدی برای حیات سنجاب ایرانی به‌شمار می‌رود.